# Olga Yákovleva (escaladora)
Olga Yákovleva –en ruso, Ольга Яковлева– (Leningrado, URSS, 1983) es una deportista rusa que compitió en escalada. Ganó una medalla de plata en el Campeonato Mundial de Escalada de 2012, en la prueba de bloques.

## Palmarés internacional
| Campeonato Mundial | Campeonato Mundial | Campeonato Mundial | Campeonato Mundial |
| Año                | Lugar              | Medalla            | Prueba             |
| ------------------ | ------------------ | ------------------ | ------------------ |
| 2012               | París (Francia)    | Medalla de plata   | Bloques            |